# Wii Sports Resort
Wii Sports Resort – gra wyprodukowana przez Nintendo na platformę Wii. Kontynuacja gry Wii Sports. Do gry jest dodawana przystawka Wii Motion Plus, dzięki czemu ruchy są lepiej odwzorowane.
Gra zawiera około 12 dyscyplin sportowych:
- Disc Dog
- Power Cruising
- Kendo
- Tenis stołowy
- Golf
- Air Sports
- Koszykówka
- Łucznictwo
- Kolarstwo
- Kręgle
- Kajakarstwo
- Wakeboarding

W 2022 r. wydano kontynuację pod tytułem Nintendo Switch Sports.